# Rivula polynesiana
Rivula polynesiana là một loài bướm đêm trong họ Erebidae.